# Сурена (пьеса)
«Сурена, парфянский полководец» (фр. Suréna) — последняя трагедия французского драматурга Пьера Корнеля, впервые поставленная на сцене в 1674 году и опубликованная в 1675 году. Её главный герой — парфянский полководец Сурена, победивший римлян во главе с Марком Лицинием Крассом, но вскоре после этого казнённый по приказу царя Орода II. В основе сюжета лежит вымышленная интрига. Сурена влюблён в Эвридику, его сестра Пальмира любит наследника престола Пакора. Последний отрекается от любви ради власти, а Сурена и Эвридика отказываются расстаться во исполнение царского приказа и поэтому погибают.
Литературоведы отмечают, что для этой пьесы характерны «простота сюжета и элегическая интонация», «тоска о жизни и о любви», пессимизм в изображении традиционного для творчества Корнеля конфликта между чувствами и государственными интересами. Театральная постановка «Сурены» провалилась, и Корнель под впечатлением от этой неудачи навсегда бросил драматургию.